# 2-ピコリルアミン
2-ピコリルアミン（英語: 2-picolylamine）は、化学式が H2NCH2C5H4N の有機化合物である。無色の液体で、一般的な二座配位子であり、トリス(2-ピリジルメチル)アミンなどのより複雑な多座配位子の前駆体である。通常、2-シアノピリジンの水素化によって合成される。移動水素化のためのバラッタ触媒 RuCl2(PPh3)2(ampy) (ampy = 2-ピコリルアミン)は、その錯体の1つである。[Fe(pyCH2NH2)3]2+の塩は、温度によって高スピン状態から低スピン状態に切り替わるスピンクロスオーバーの挙動を示す。

## 安全性
LD50（経口、ウズラ）は低く、750 mg/kgである。